# Gramma loreto
Gramma loreto, cũng gọi là Cá gramma Hoàng gia (Royal gramma), là một loài cá trong họ Grammatidae. Trong bộ phim Finding Nemo thì nhân vật Gurgle (lồng tiếng bởi Austin Pendleton) chính là một con Gramma loreto.
Đây là loài cá cảnh biển có nguồn gốc từ môi trường rạn san hô của vùng nhiệt đới phía tây Đại Tây Dương. Môi trường tự nhiên của chúng bao gồm quần đảo Bahamas, Venezuela, Tiểu Antilles, Bermuda và qua các vùng biển xung quanh Trung Mỹ và phía bắc của Nam Mỹ. Gramma loreto có xu hướng bơi nhiều hơn về phía dưới biển với phạm vi độ sâu trong khoảng từ 1 đến 20 m (3 đến 60 ft).

## Đặc điểm

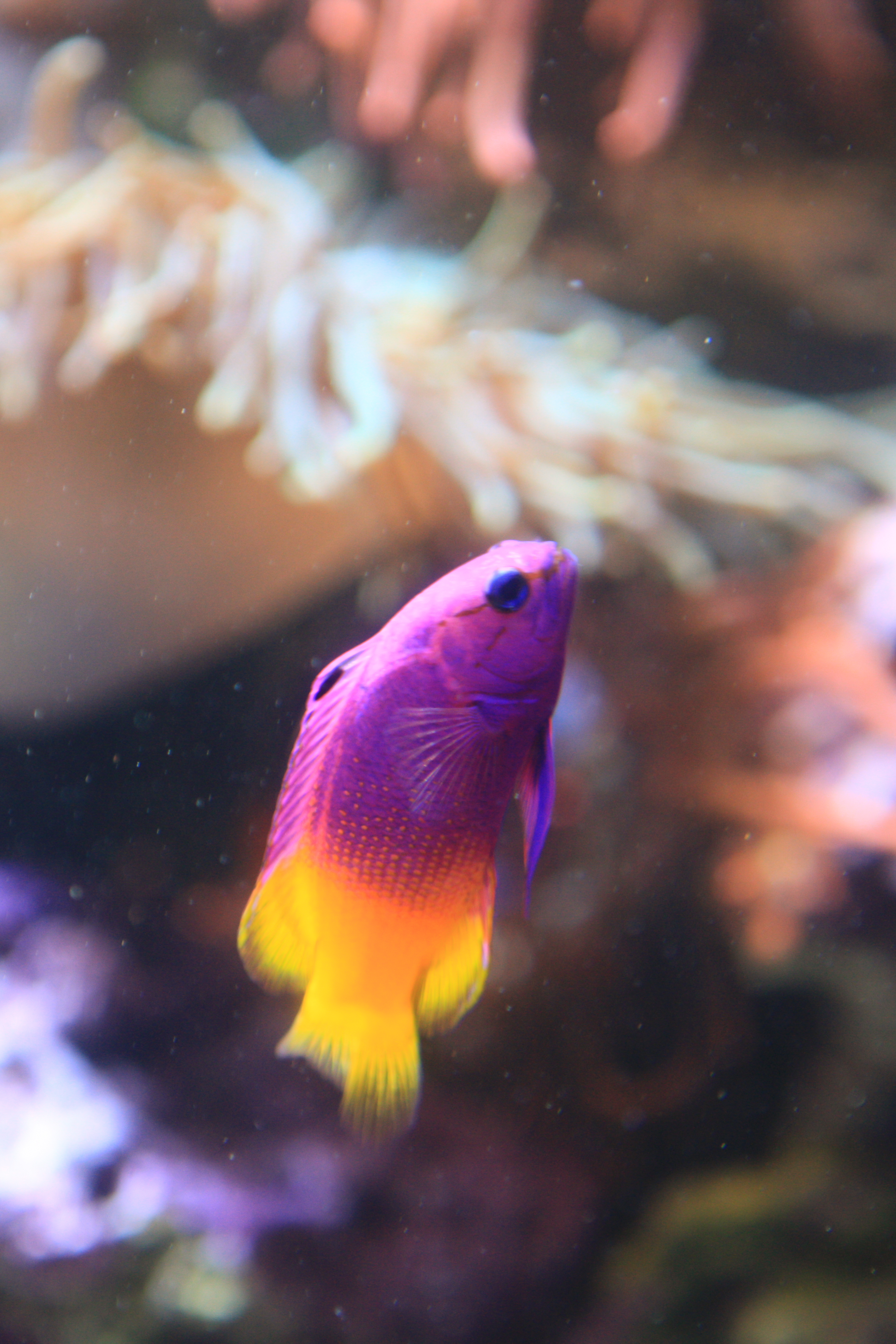

Gramma loreto là một loài cá cảnh biển đem lại sự bùng nổ màu sắc trong bể cá cảnh biển. Thân cá có hai màu hoàn toàn tương phản là tím sáng và vàng chanh. Do có màu sắc rực rỡ và kích thước nhỏ nên đây là loài cá hoàn hảo cho bể nano hay các hệ thống bể san hô bé.
Cá có thể có màu tím nhạt đến tím đậm bắt đầu từ phần đầu nhạt dần giữa thân đến màu vàng vàng ở đuôi. Gramma loreto cũng sẽ có một đốm đen nhỏ ở mặt trước của vây lưng và một đường màu đen vệt qua mắt. Nó giống với Pictichromis paccagnellae còn gọi là "gramma giả"), với hai điểm khác biệt chính giữa hai là Pictichromis paccagnellae có vây rõ ràng và không phai, nhưng có sự thay đổi rõ rệt về màu sắc. Gramma loreto tương đối nhỏ, trung bình hơn 8 cm (3 inch) và đã được nhân giống.
Chúng thích chơi trong các hang đá và ưa ánh sáng nhẹ. Cá Gramma loreto có thể không ưa lẫn nhau do chúng muốn bảo vệ lãnh thổ. Tuy nhiên chúng lại rất thân thiện với các loại cá khác, Gramma loreto nói chung là một loài cá hòa bình, nó hòa hợp với nhiều loại cá khác, nhưng rất bảo vệ lãnh thổ của chúng và được biết đến với việc xua đuổi những con cá nhỏ khác Gramma loreto có thể nuôi được trong bể có thể tích trên 50l. Chúng là loài thích ăn thịt, do đó, thức ăn nên có nguồn gốc từ thịt hải sản, Gramma loreto là một động vật phù du, ăn chủ yếu là động vật phù du và động vật giáp xác. Gramma loreto rất dễ nuôi; nhưng nên luân chuyển thức ăn của chúng là để giữ cho chúng không trở nên kén ăn.